# Liste von Burgen, Schlössern und Festungen im Département Tarn
Die Liste von Burgen, Schlössern und Festungen im Département Tarn listet bestehende und abgegangene Anlagen im Département Tarn auf. Das Département zählt zur Region Okzitanien in Frankreich.

Wappen des Départements Tarn (81)
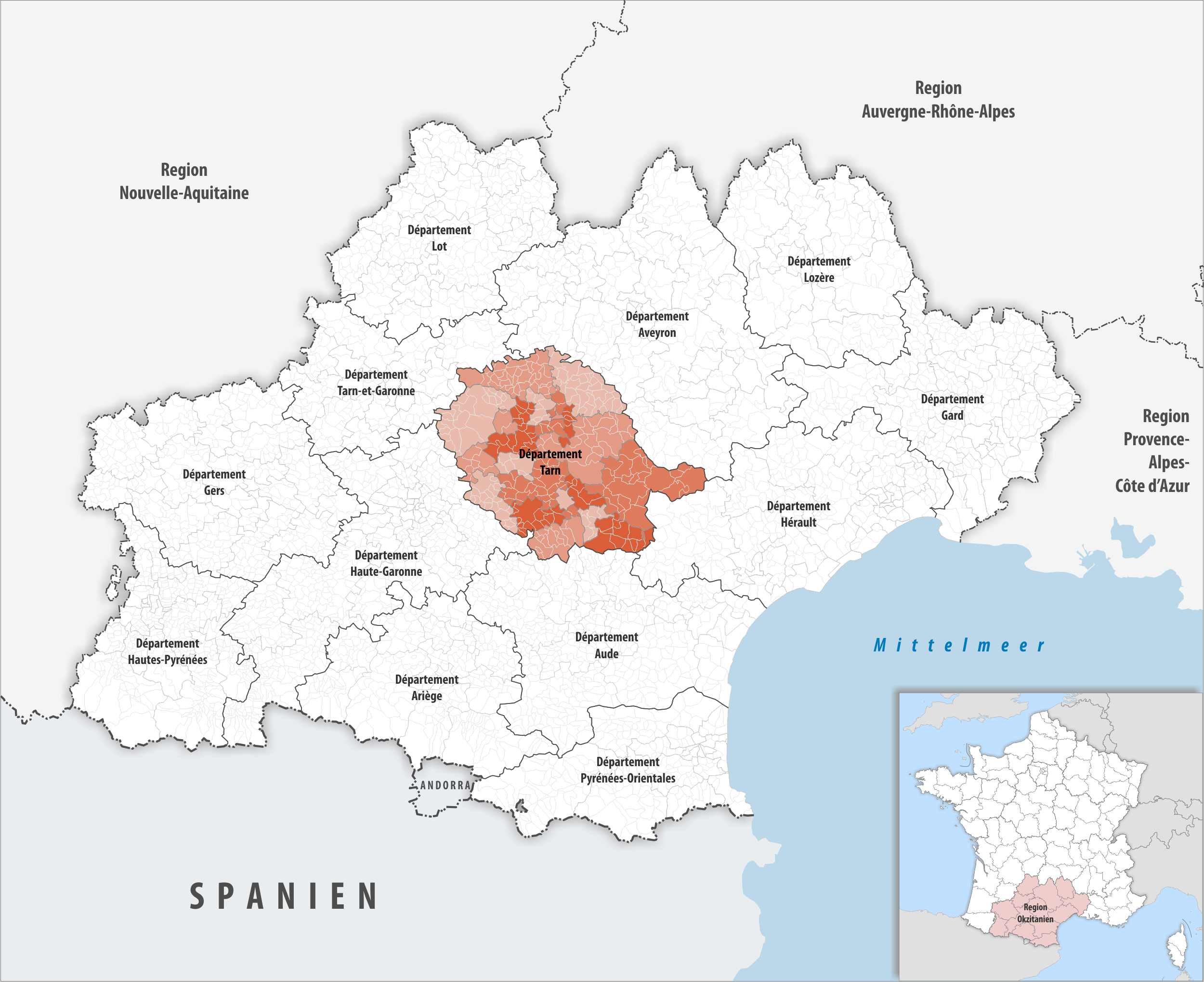
Lage des Départements Tarn in der Region Okzitanien
Lage der Region Okzitanien in Frankreich

## Liste
Bestand am 24. Oktober 2022: 424
| Name deu / fra                                                        | Gemeinde / Lage                                 | Typ (Untertyp)            | Bemerkungen | Bild |
| --------------------------------------------------------------------- | ----------------------------------------------- | ------------------------- | --- | ---- |
| Schloss Aguts Château d'Aguts                                         | Aguts 43,529413° N, 1,923886° O                 | Schloss                   | Das Schloss stammt aus dem 14. Jahrhundert, aber sein heutiges Aussehen stammt aus dem 17. Jahrhundert. |      |
| Schloss Aiguefonde Château d'Aiguefonde                               | Aiguefonde 43,49361° N, 2,31556° O              | Schloss                   | Das Schloss wurde im 14. Jahrhundert erbaut, erhielt seine heutige Form aber im Jahr 1595 nach großen Umbauten. |      |
| Schloss L’Algayrie Château de l'Algayrie (Château de la Ténèze)       | Teillet 43,86889° N, 2,36472° O                 | Schloss                   | Ab 1863 an der Stelle eines älteren Schlosses gebaut. |      |
| Schloss Alos Château d'Alos                                           | Alos 44,02417° N, 1,87611° O                    | Schloss                   | Das Schloss stammt aus dem 15. Jahrhundert, wurde jedoch in den folgenden Jahrhunderten umgebaut. |      |
| Alte Burg Ambialet Château-vieux d'Ambialet                           | Ambialet                                        | Burg                      | Die alte Burg von Ambialet, die heute verschwunden ist, gehörte den Grafen von Toulouse |      |
| Neue Burg Ambialet Château-neuf d'Ambialet                            | Ambialet                                        | Burg (Castella)           | Die neue Burg Ambialet oder Schloss Saint-Raphaël war der Sitz der Grafen von Ambialet |      |
| Forts Ambialet Forts d'Ambialet                                       | Ambialet 43,94528° N, 2,37833° O                | Festung                   | Die Stadt Ambialet wurde von 6 Forts verteidigt, die auf dem Bergkamm mit Blick auf den Tarn errichtet wurden |      |
| Königsburg Ambialet Château du Roi                                    | Ambialet                                        | Schloss                   | Die Königsburg ist eine der Verteidigungsanlagen von Ambialet |      |
| Burg Ambres Château d'Ambres                                          | Ambres 43,73278° N, 1,81083° O                  | Burg                      | Die Burg war vor seiner Zerstörung während der Revolution eine der imposantesten Festungen der Region. |      |
| Burg Andouque Château-vieux d'Andouque                                | Crespin                                         | Burg                      | |      |
| Schloss L’Ange Château de l'Ange                                      | Lautrec                                         | Schloss                   | |      |
| Schloss Aniès Château d'Aniès                                         | Saint-Marcel-Campes 44,0725° N, 2,01806° O      | Schloss                   | Das Schloss ist ein Gebäude aus dem 16. Jahrhundert, das auf einer älteren Burg errichtet wurde. |      |
| Schloss Antelys Château Antelys (Château des Fournials)               | Montredon-Labessonnié 43,71556° N, 2,24389° O   | Schloss                   | Stammt aus dem 19. Jahrhundert |      |
| Schloss Appelle Château d'Appelle                                     | Appelle 43,585° N, 1,9556° O                    | Schloss                   | |      |
| Kommende Arfons Commanderie d'Arfons                                  | Arfons 43,430225° N, 2,167545° O                | Burg (Kommende)           | Johanniter-Kommende aus dem 12. Jahrhundert |      |
| Schloss Arifat Château d'Arifat                                       | Arifat 43,77333° N, 2,33° O                     | Schloss                   | Im 13. Jahrhundert erbaut, befindet sich das Schloss heute trotz der Aktion eines Vereins in einem fortgeschrittenen Verfall. |      |
| Schloss ’Arifat Château d'Arifat                                      | Castres 43,59778° N, 2,27722° O                 | Schloss                   | Das im 11. Jahrhundert erbaute Schloss befindet sich im Weiler Saint-Hippolyte de Lagriffoul, auf den Höhen der Durenque. Wurde 1577 nach einem Brand während der Hugenottenkriege komplett neu aufgebaut.                                                                                                 |      |
| Schloss Aussac Château d'Aussac                                       | Aussac 43,86417° N, 2,04083° O                  | Schloss                   | Im 13. Jahrhundert erbaut, besitzt das Schloss heute zwei schöne runde Türme. |      |
| Schloss Aussillon Château d'Aussillon                                 | Aussillon 43,4875° N, 2,35583° O                | Schloss                   | Das Schloss, von dem heute nur noch der Innenhof und sein Eingang erhalten sind, war das Zentrum des Dorfes Aussillon. |      |
| Schloss La Bancalié Château de La Bancalié                            | Terre-de-Bancalié 43,80528° N, 2,28778° O       | Schloss                   | Das Schloss La Bancalié hat mit seinen vier Türmen ein schönes Äußeres, aber es gibt wenig historische Informationen darüber. |      |
| Schloss La Barbazanié Château de la Barbazanié                        | Fontrieu 43,64222° N, 2,46278° O                | Schloss                   | Das im 19. Jahrhundert erbaute Schloss ist eine prächtige bürgerliche Residenz. |      |
| Schloss La Barthié Château de la Barthié                              | Jonquières 43,66361° N, 2,1375° O               | Schloss                   | Das Schloss ist ein kleines Gebäude, das von zwei rechteckigen Türmen flankiert wird. |      |
| Schloss La Bastidette Château de la Bastidette                        | Le Ségur 44,0775° N, 2,07944° O                 | Schloss                   | Das Schloss stammt aus dem 13. Jahrhundert. Es ist ein quadratisches Gebäude, das in einem Bergfried endet, der von einem dünnen quadratischen Turm flankiert wird. |      |
| Schloss Beauvais Château de Beauvais                                  | Beauvais-sur-Tescou 43,91139° N, 1,57° O        | Schloss                   | Das Schloss wurde 1342 erbaut. Es besteht aus einem quadratischen Wohnhaus, das von mehreren Türmen flankiert wird. |      |
| Schloss En Belaval Château d'en Belaval                               | Lacougotte-Cadoul 43,62889° N, 1,83528° O       | Schloss                   | Das Schloss wurde während der Herrschaft von Ludwig XIII. umgebaut und besteht aus mehreren verschiedenen Gebäuden, die von Türmen flankiert werden. |      |
| Kommende Belbèze Commanderie de Belbèze                               | Beauvais-sur-Tescou                             | Burg (Kommende)           | |      |
| Schloss Belbèze Château de Belbèze                                    | Giroussens 43,76417° N, 1,775° O                | Schloss                   | Das 1565 erbaute Schloss erhielt seine heutige Form erst 1640. |      |
| Schloss Belcastel Château de Belcastel                                | Belcastel 43,64972° N, 1,75889° O               | Schloss                   | Das prächtige Schloss stammt aus dem Ende des 19. Jahrhunderts. Das heutige Gebäude ersetzt jedoch eine Burg aus dem 13. Jahrhundert, die während der Französischen Revolution zerstört wurde. |      |
| Schloss Bélesta Château de Bélesta                                    | Cahuzac-sur-Vère                                | Schloss                   | |      |
| Schloss Belfortès Château de Belfortès                                | Le Bez                                          | Schloss                   | |      |
| Schloss Bellevue Château de Bellevue                                  | Albi 43,92° N, 2,15722° O                       | Schloss                   | Schloss Bellevue wurde 1933 an der Stelle eines alten Schlosses aus dem Jahr 1685 wiedererrichtet. Es ist ein beeindruckender, mit Ziegeln verkleideter Betonbau. |      |
| Schloss Bellevue Château de Bellevue (Château de Pibres)              | Lavaur 43,68972° N, 1,77028° O                  | Schloss                   | Das Schloss wurde Anfang des 19. Jahrhunderts errichtet. |      |
| Schloss Bellevue Château de Bellevue (Castel de Belbèze)              | Lisle-sur-Tarn 43,85778° N, 1,81417° O          | Schloss                   | Das heutige Schloss stammt aus dem späten 18. Jahrhundert. Es steht es an der Stelle einer alten Burg, die abgerissen wurde und die zum Schutz einer Passage über den Tarn diente, welche den Ursprung der Bastide von Lisle-sur-Tarn bildet.                                                              |      |
| Schloss La Beloterie Château de La Beloterie                          | Noailhac 43,57361° N, 2,36083° O                | Schloss                   | Jagdschloss aus dem 16. Jahrhundert |      |
| Schloss La Béraudié Château de la Béraudié                            | Mouzieys-Teulet                                 | Schloss                   | |      |
| Schloss La Berbie Palais de la Berbie                                 | Albi                                            | Schloss (Palais)          | Ehemaliger Bischofspalast, heute das Musée Toulouse-Lautrec |      |
| Schloss Berlan Château de Berlan                                      | Montredon-Labessonnié                           | Schloss                   | |      |
| Schloss Berlats Château de Berlats                                    | Berlats 43,6975° N, 2,56583° O                  | Schloss                   | Stammt aus dem 13. Jahrhundert |      |
| Burg Bernas Château de Bernas                                         | Lautrec                                         | Burg                      | Abgegangen, wird in den Hugenottenkriegen Ende des 16. Jahrhunderts erwähnt |      |
| Schloss Bertre Château de Bertre                                      | Bertre                                          | Schloss                   | |      |
| Herrenhaus Bez Manoir de Bez                                          | Aussillon                                       | Schloss (Herrenhaus)      | Herrenhaus mit L-förmigem Grundriss auf drei Ebenen. Hat schöne zweibogige Fenster und einen Wachturm mit Kragsteinen. Keine historischen Informationen. |      |
| Schloss Blan Château de Blan                                          | Blan                                            | Schloss                   | |      |
| Schloss Bleys Château de Bleys                                        | Labarthe-Bleys 44,07861° N, 1,89667° O          | Burg                      | Das Schloss ist eine ehemalige Festung aus dem 15. Jahrhundert. Neu gestaltet, ist es heute ein schönes Gebäude, das um einen Innenhof herum angeordnet ist. |      |
| Schloss La Bogne Château de la Bogne                                  | Vindrac-Alayrac 44,07306° N, 1,92472° O         | Schloss                   | Das Schloss, eine Art feudales Herrenhaus, stammt vermutlich aus dem 15. Jahrhundert. |      |
| Schloss Boisse Château de Boisse                                      | Bournazel 44,095° N, 1,95° O                    | Schloss                   | Das Schloss stammt aus dem 15. Jahrhundert. Es ist ein kleines rechteckiges Gebäude, das von drei mächtigen Rundtürmen flankiert wird. |      |
| Burg Boissezon Château de Boissezon                                   | Boissezon 43,57639° N, 2,38028° O               | Burg                      | Eine ehemalige Festung aus dem 11. Jahrhundert, wurde nach den Hugenottenkriegen zerstört. Heute ist nur noch ein Wachturm übrig, der in die Kirche von Boissezon eingebaut wurde. |      |
| Schloss Boissezon Château de Boissezon                                | Murat-sur-Vèbre 43,68917° N, 2,90889° O         | Schloss                   | Im 10. Jahrhundert auf einer Landzunge erbaut. Während der Revolution abgerissen, ist nur noch eine Turmruine übrig. |      |
| Burg Bonnac Château de Bonnac                                         | Cuq-Toulza 43,55861° N, 1,9075° O               | Burg                      | Ehemalige Wehrburg mit schönen Elementen des neugotischen Stils. 1625 durch Brand zerstört. |      |
| Schloss La Bonnette Château de la Bonnette                            | Senouillac 43,9475° N, 1,94111° O               | Schloss                   | Der ehemalige Außenposten der Burg Mauriac wurde im 15. Jahrhundert erbaut und litt unter den Hugenottenkriegen. |      |
| Schloss Bonneval Château de Bonneval                                  | Ambialet 43,93694° N, 2,40611° O                | Schloss                   | Das heute zerstörte und abgebrannte Schloss stammt aus dem 16. Jahrhundert. |      |
| Schloss Las Bordes Château de Las Bordes                              | Garrigues                                       | Schloss                   | |      |
| Schloss Las Bordes Château de Las Bordes                              | Montdurausse                                    | Schloss                   | |      |
| Schloss Le Bosquet Château du Bosquet                                 | Vielmur-sur-Agout 43,62438° N, 2,124961° O      | Schloss                   | Das Schloss scheint aus dem 19. Jahrhundert zu stammen und besteht aus einem Hauptgebäude, das von zwei schlanken Türmen flankiert wird. |      |
| Burg Bosson Château de Bosson                                         | Lautrec                                         | Burg                      | Abgegangen, wird in den Hugenottenkriegen Ende des 16. Jahrhunderts erwähnt |      |
| Herrenhaus Bouliou Manoir de Bouliou                                  | Cadalen                                         | Schloss (Herrenhaus)      | |      |
| Schloss La Bourélie Château de La Bourélie                            | Brens 43,89833° N, 1,93028° O                   | Schloss                   | Im 17. Jahrhundert aus Backsteinen erbaut, ist es heute schwer beschädigt. |      |
| Herrenhaus La Bousquetarié Manoir de la Bousquetarié                  | Graulhet 43,761635° N, 1,959527° O              | Schloss (Herrenhaus)      | Kleines Herrenhaus in der Nähe des Bousquetarié-Parks in Graulhet. Heute heruntergekommen, vermutlich Brandschaden. Der Kulturverein des Graulhétois-Landes nutzt es als Kulisse für sein historisches Spektakel. Keine historischen Informationen.                                                        |      |
| Schloss La Bousquétarié Château de la Bousquétarié                    | Lempaut 43,53333° N, 2,07694° O                 | Schloss                   | Das Schloss stammt aus dem Anfang des 19. Jahrhunderts. Es ist ein großes und schönes Gebäude im klassischen Stil. |      |
| Schloss La Bousquetié Château de la Bousquetié                        | Saint-Paul-Cap-de-Joux                          | Schloss                   | |      |
| Herrenhaus Boutaric Manoir de Boutaric                                | Anglès 43,561939° N, 2,560905° O                | Schloss (Herrenhaus)      | Das Herrenhaus bzw. Schloss ist ein dreistöckiges Hauptgebäude mit rechteckigem Grundriss und Schieferdach. Es wird von einer erhöhten Terrasse nach Osten flankiert. Es gibt jedoch keine historischen Informationen.                                                                                     |      |
| Schloss Braconnac Château de Braconnac                                | Jonquières 43,66556° N, 2,14417° O              | Schloss                   | Das im 12. Jahrhundert erbaute Schloss wurde im 16. Jahrhundert während der Hugenottenkriege geplündert. Anschließend wird es im neoklassizistischen Stil umgebaut. |      |
| Burg Brametourte Château de Brametourte                               | Lautrec 43,69611° N, 2,1125° O                  | Burg                      | Die Burg wurde im 11. Jahrhundert erbaut und in den Hugenottenkriegen verwüstet. Heute restauriert. |      |
| Schloss Brassac de Belfortès Château de Brassac de Belfortès          | Brassac 43,62861° N, 2,4972° O                  | Schloss                   | Ursprünglich aus dem 12. Jahrhundert, mehrmals umgebaut. |      |
| Schloss Brassac de Castelnau Château de Brassac de Castelnau          | Brassac 43,62944° N, 2,4975° O                  | Burg                      | Heute das Rathaus |      |
| Schloss Brenas Château de Brenas                                      | Noailhac                                        | Schloss                   | |      |
| Burg Brens Château de Brens                                           | Brens 43,88944° N, 1,90944° O                   | Burg                      | Die im 10. Jahrhundert von den Grafen von Toulouse erbaute Burg wurde während der Hugenottenkriege fast vollständig zerstört. Nur der Torturm ist heute erhalten. |      |
| Schloss La Brunié Château de la Brunié                                | Damiatte 43,69306° N, 1,99611° O                | Schloss                   | Das Ende des 16. Jahrhunderts erbaute Schloss besitzt einen wunderschönen, denkmalgeschützten Taubenturm. |      |
| Schloss Bruyères Château de Bruyères (Tarn)                           | Moularès                                        | Schloss                   | |      |
| Schloss Buc Château de Buc                                            | Marssac-sur-Tarn 43,90444° N, 2,02306° O        | Schloss                   | Großes außergewöhnliches Anwesen mit Schloss aus dem Ende des 19. Jahrhunderts, das im 15. Jahrhundert seinen Anfang nahm. |      |
| Schloss Burlats Château de Burlats                                    | Burlats 43,6361° N, 2,31722° O                  | Burg                      | Im 14. Jahrhundert erbaut wurde es in den Hugenottenkriegen beschädigt und 1630 wieder aufgebaut. Der Bergfried ist das einzige originale Überbleibsel. |      |
| Schloss Burq Château de Burq                                          | Montgey 43,51889° N, 1,96056° O                 | Schloss                   | Das Schloss ist ein beeindruckendes neoklassizistisches Herrenhaus, das wahrscheinlich aus dem frühen 19. Jahrhundert stammt. |      |
| Burg Les Cabannes Tour des Cabannes                                   | Les Cabannes 44,0675° N, 1,93639° O             | Burg (Turm)               | Der ehemalige Signalturm stammt aus dem 13. Jahrhundert und wird auch Tour Sarrasine genannt. |      |
| Schloss Cabrilles Château de Cabrilles                                | Saint-Paul-Cap-de-Joux                          | Schloss                   | |      |
| Schloss Cadapau Château de Cadapau                                    | Saint-Jean-de-Marcel 44,06222° N, 2,24972° O    | Schloss                   | Kleines L-förmiges Gebäude |      |
| Schloss La Cadiscie Château de la Cadiscie                            | Teyssode                                        | Schloss                   | |      |
| Schloss Cagnac Château de Cagnac                                      | Cagnac-les-Mines                                | Schloss                   | Ruine |      |
| Schloss Cahuzac Château de Cahuzac (Château Portos)                   | Cahuzac 43,46667° N, 2,08333° O                 | Schloss                   | Das Schloss ist ein wunderschönes Gebäude mit quadratischem Grundriss vom Ende des 19. Jahrhunderts. |      |
| Schloss Cajarc Château de Cajarc                                      | Les Cabannes 44,068633° N, 1,936743° O          | Schloss                   | Im 13. Jahrhundert unter dem Namen "Château de Corompis" erbaut, im 16. Jahrhundert unter dem Namen "Château de Cajarc" umgebaut. |      |
| Schloss Calmels Château de Calmels                                    | Lacaune 43,71139° N, 2,69472° O                 | Schloss                   | Es wurde im 19. Jahrhundert im gotischen Stil erbaut und ersetzte eine ehemalige Burg und dann ein Jagdschloss. |      |
| Schloss Camalières Château de Camalières                              | Lacaze 43,71722° N, 2,53472° O                  | Schloss                   | Im 19. Jahrhundert erbaut, ist es ein großes elisabethanischen Gebäude. Es könnte sich an der Stelle einer älteren Burg befinden. |      |
| Schloss Les Cambards                                                  | Saint-Lieux-lès-Lavaur 43,7425° N, 1,7375° O    | Schloss                   | Schönes Anwesen, das im 16. Jahrhundert erbaut und im 19. Jahrhundert umgebaut wurde. |      |
| Kommende Le Cambon-du-Temple Commanderie de Cambon-du-Temple          | Ambialet 43,909908° N, 2,405341° O              | Burg (Kommende)           | Templer-Kommende aus dem 12. Jahrhundert |      |
| Schloss Campagnac Château de Campagnac                                | Campagnac                                       | Burg                      | |      |
| Burg Campan Château de Campan                                         | Anglès 43,47694° N, 2,6111° O                   | Burg                      | Im 11. Jahrhundert als Burg erbaut und in den folgenden Jahrhunderten von ihren vielen Besitzern stark verändert. |      |
| Schloss Canac Château de Canac                                        | Murat-sur-Vèbre 43,72083° N, 2,91139° O         | Schloss                   | Das heutige Schloss wurde im 16. Jahrhundert auf einer alten Burg aus dem 12. Jahrhundert errichtet. |      |
| Fort La Capelle Fort de la Capelle                                    | Ambialet                                        | Festung                   | Eines der Forts zur Verteidigung von Ambialet |      |
| Schloss Cantepau Château de Cantepau                                  | Albi 43,94472° N, 2,16222° O                    | Schloss                   | Im 18. Jahrhundert als großes Backsteingebäude errichtet. Möglicherweise gab es eine frühere Burg, vielleicht sogar schon im 15. Jahrhundert. |      |
| Schloss Les Capitaines-gouverneurs Château des Capitaines-gouverneurs | Puycelsi 43,99417° N, 1,70972° O                | Schloss                   | Ursprünglich im 15. Jahrhundert erbaut. |      |
| Schloss Le Carla Château du Carla                                     | Burlats 43,62806° N, 2,30861° O                 | Schloss                   | Im 19. Jahrhundert erbaut, heute der Hauptsitz der Pierre Fabre Laboratories |      |
| Schloss Le Carla Château du Carla                                     | Lavaur                                          | Schloss                   | |      |
| Schloss Carlus Château de Carlus                                      | Carlus                                          | Schloss                   | |      |
| Festes Haus Les Cassanhols Maison forte des Cassanhols                | Lisle-sur-Tarn 43,880491° N, 1,790074° O        | Burg (Festes Haus)        | |      |
| Schloss La Castagne Château de la Castagne                            | Rabastens                                       | Schloss                   | |      |
| Schloss Le Castela Château du Castela                                 | Lasgraisses                                     | Schloss                   | |      |
| Schloss Le Castelas Château du Castelas                               | Labastide-Rouairoux                             | Schloss                   | |      |
| Schloss Le Castelet Château le Castelet                               | Castres                                         | Schloss                   | |      |
| Schloss Le Castelet Château du Castelet                               | Cuq-Toulza                                      | Schloss                   | |      |
| Schloss Castelfranc Château de Castelfranc                            | Montredon-Labessonnié                           | Schloss                   | |      |
| Burg Castellas Château de Castellas                                   | Dourgne 43,46139° N, 2,14361° O                 | Burg                      | Im 10. Jahrhundert erbaut und 1212 während des Albigenserkreuzzugs zerstört. Es befand sich auf dem Gelände eines ehemaligen Steinbruchs. |      |
| Schloss Castelnau-de-Lévis Château de Castelnau-de-Lévis              | Castelnau-de-Lévis 43,939671° N, 2,084195° O    | Schloss                   | |      |
| Schloss Castelpanis Château de Castelpanis                            | Assac                                           | Schloss                   | |      |
| Schloss Castelpers Château de Castelpers                              | Jonquières                                      | Schloss                   | |      |
| Burg Le Castelviel Château du Castelviel                              | Albi                                            | Burg                      | |      |
| Burg Le Castlar Castrum du Castlar                                    | Durfort                                         | Burg (Castrum)            | |      |
| Bischofspalast Castres Palais de l'Évêché                             | Castres                                         | Schloss (Palais)          | Heute das Rathaus (Mairie), von Jules Hardouin-Mansart gebaut, der Garten stammt von André Le Nôtre |      |
| Schloss Castres Château de Castres                                    | Castres                                         | Schloss                   | |      |
| Schloss Cathalo Château de Cathalo                                    | Giroussens 43,77611° N, 1,77111° O              | Schloss                   | Das Schloss wurde im 19. Jahrhundert erbaut und ist eine große bürgerliche Residenz, die von zwei Zinnentürmen flankiert wird. |      |
| Schloss Caucalières Château de Caucalières (Château de Pins)          | Caucalières                                     | Schloss                   | |      |
| Schloss Caudeval Château de Caudeval                                  | Puylaurens 43,63194° N, 2,05694° O              | Schloss                   | Dieses im 16. Jahrhundert erbaute Schloss wurde im 19. Jahrhundert komplett neu gestaltet und liegt am Ufer des Agout. |      |
| Burg Caudière Tour Caudière                                           | Castres 43,60611° N, 2,2425° O                  | Burg (Turm)               | Im 12. Jahrhundert am Ufer des Agout erbaut und im 19. Jahrhundert zerstört. Es diente unter anderem als Gefängnis und Residenz für die Grafen von Castres. |      |
| Schloss Le Causse Château du Causse                                   | Castres 43,56278° N, 2,27056° O                 | Schloss                   | Das im 19. Jahrhundert erbaute Schloss ist ein wunderschönes Gebäude im Neorenaissance-Stil. |      |
| Burg Le Causse Tour du Causse                                         | Fontrieu                                        | Burg (Turm)               | |      |
| Schloss Le Cayla Château du Cayla                                     | Andillac 44,010278° N, 1,898759° O              | Schloss                   | Heute ein Kunstmuseum |      |
| Burg Caylus Château de Caylus                                         | Rouairoux 43,48944° N, 2,56667° O               | Burg                      | Diese schöne befestigte Residenz wurde im 15. Jahrhundert erbaut und war Sitz eines Barons und später eine Markgrafschaft. |      |
| Schloss Cazelles Château de Cazelles                                  | Livers-Cazelles                                 | Schloss                   | |      |
| Herrenhaus La Centrale Manoir de la Centrale                          | Ambialet 43,946142° N, 2,378671° O              | Schloss (Herrenhaus)      | Das von 1917 bis 1923 im bayerischen Stil erbaute Herrenhaus ist eigentlich ein Wasserkraftwerk. Bereits 1291 errichteten die Mönche des Priorats auf dem Gelände eine Mühle, die dann durch eine Spinnerei, eine Sägemühle, eine Ölmühle und dann eine Waffenfabrik ersetzt wurde.                        |      |
| Schloss Cestayrols Château de Cestayrols                              | Cestayrols                                      | Schloss                   | |      |
| Schloss En Clausade Château d'en Clausade                             | Marzens 43,65417° N, 1,85° O                    | Schloss                   | Im 18. Jahrhundert erbaut und beherbergt heute ein buddhistisches Zentrum. |      |
| Burg Clayrac Château de Clayrac                                       | Amarens                                         | Burg                      | Im 14. Jahrhundert als kleine Burg erbaut, deren Türme während der Revolution abgerissen wurden. |      |
| Schloss Clot Château de Clot                                          | Castres                                         | Schloss                   | |      |
| Burg Le Colombié Château du Colombié                                  | Ambialet                                        | Burg                      | Die Burg war eine der Verteidigungsanlagen von Ambialet |      |
| Burg Combefa Château de Combefa                                       | Combefa 44,0525° N, 2,08806° O                  | Burg                      | Um 1270 erbaut, war diese heute zerstörte Burg im Besitz der Bischöfe von Albi. |      |
| Schloss Las Combes Château de Las Combes                              | Dourgne                                         | Schloss                   | |      |
| Burg Constrat Castrum de Constrat                                     | Massaguel                                       | Burg (Castrum)            | |      |
| Schloss Corduriès Château de Corduriès                                | Castelnau-de-Montmiral 43,97472° N, 1,82056° O  | Schloss                   | Das im 16. Jahrhundert erbaute Schloss ist eine schöne bürgerliche Residenz mit einem großen quadratischen Turm, der an einen Kerker erinnert. |      |
| Schloss Cors Château de Cors                                          | Anglès 43,53306° N, 2,60333° O                  | Schloss                   | Das im 16. Jahrhundert erbaute Schloss ist ein kleines Herrenhaus, das heute zu einer Domäne geworden ist. |      |
| Schloss La Coste Château de la Coste                                  | Le Verdier                                      | Schloss                   | |      |
| Schloss La Coste-Mailhac Château de La Coste-Mailhac                  | Larroque                                        | Schloss                   | |      |
| Schloss Creyssens Château de Creyssens                                | Puygouzon                                       | Schloss                   | |      |
| Schloss Crins Château de Crins                                        | Graulhet                                        | Schloss                   | |      |
| Schloss Cuq Château de Cuq                                            | Cuq                                             | Schloss                   | |      |
| Schloss Cuq-Toulza Château de Cuq-Toulza                              | Cuq-Toulza                                      | Schloss                   | |      |
| Schloss Curvalle Château de Curvalle                                  | Curvalle                                        | Schloss                   | |      |
| Schloss Cussac Château de Cussac                                      | Saint-Grégoire                                  | Schloss                   | |      |
| Schloss La Devèze Château de la Devèze                                | Lempaut 43,53028° N, 2,07556° O                 | Schloss                   | Construit au XV e siècle, et remanié plusieurs fois, le château de la Devèze a appartenu aux familles de Rotolp puis de Falguerolles . |      |
| Schloss Dournes Château de Dournes                                    | Blan 43,71444° N, 1,81472° O                    | Schloss                   | Le château de Dournes est un petit corps de logis sur deux étages, datant sûrement du XIX e siècle. |      |
| Schloss En Dumes Château d'En Dumes                                   | Lavaur 43,71444° N, 1,81472° O                  | Schloss                   | Datant du XIX e siècle, le château d'en Dumes a été construit pour l'homme politique Marius de Voisins-Lavernière . |      |
| Schloss Durand-Delga Château de Durand-Delga                          | Gaillac 43,90361° N, 1,89778° O                 | Schloss                   | Le château de Durand-Delga est un château du XIX e siècle construit par l'héritier des frères Delga . |      |
| Schloss La Durantie Château de la Durantie                            | Castelnau-de-Montmiral                          | Schloss                   | |      |
| Schloss La Durantie Château de la Durantie                            | Sainte-Croix                                    | Schloss                   | |      |
| Schloss En Laure Château d'En Laure                                   | Labruguière                                     | Schloss                   | |      |
| Schloss En Parayré Château d'En Parayré                               | Prades                                          | Schloss                   | |      |
| Schloss Enjaux Château d'Enjaux                                       | Saint-Agnan 43,70361° N, 1,7275° O              | Schloss                   | Le château d'Enjaux date du XV e siècle. Aujourd'hui ruiné à cause d'un incendie volontaire en 1944, il abritait auparavant la principale radio privée de France , Radio Toulouse . |      |
| Schloss Escabes Château d'Escabes                                     | Lisle-sur-Tarn 43,88139° N, 1,78528° O          | Schloss                   | Bâti au XVII e siècle et maintes fois remanié, le château d'Escabes est un bel édifice en brique , qui se démarque par les deux styles architecturaux différents de ses façades principales. |      |
| Schloss Les Escargots Château des Escargots                           | Saint-Julien-Gaulène                            | Schloss                   | |      |
| Schloss Escoussens Château d'Escoussens                               | Escoussens 43,49972° N, 2,21278° O              | Burg                      | Bâti à partir du XII e siècle par la famille de Dourgne , le château d'Escoussens a subi les affres de la croisade des albigeois . Possession de la chartreuse de Saïx du XV e siècle à la révolution française , il dresse aujourd'hui encore ses sobres façades au-dessus du petit village d'Escoussens. |      |
| Schloss Escroux Château d'Escroux                                     | Escroux 43,69306° N, 2,53444° O                 | Schloss                   | Le château d'Escroux est ruiné lors de la Révolution française . Il a appartenu des siècles durant à la famille de Beyne et a été assiégé lors des rébellions huguenotes . |      |
| Schloss Espérausses Château d'Espérausses                             | Espérausses 43,69306° N, 2,53444° O             | Burg                      | Le château d'Espérausses ou de la Barbacane est construit du XIV e siècle au XVII e siècle. C'est le siège de la seigneurie d'Espérausses possession des seigneurs puis des comtes de Castres . |      |
| Schloss La Falgalarié Château de la Falgalarié                        | Aussillon 43,50667° N, 2,36722° O               | Schloss                   | Le château de la Falgalarié accueille aujourd'hui des expositions d'arts . |      |
| Festes Haus Les Farguettes Maison forte des Farguettes                | Crespinet 43,94694° N, 2,30694° O               | Burg (Festes Haus)        | Aus dem 14. Jahrhundert |      |
| Schloss Farinières Château de Farinières                              | Saint-Germain-des-Prés 43,50667° N, 2,36722° O  | Schloss                   | Le château de Farinières est construit sous la Premier Empire . C'est une belle demeure néoclassique . |      |
| Schloss La Fédarié Château de la Fédarié                              | Castres 43,56917° N, 2,27472° O                 | Schloss                   | Le château de la Fédarié est une charmante demeure bourgeoise datant du XIX e siècle . Il est construit sur un site occupé au Néolithique . |      |
| Burg Fenairols Château de Fenairols                                   | Lautrec                                         | Burg                      | Abgegangen, wird in den Hugenottenkriegen Ende des 16. Jahrhunderts erwähnt |      |
| Schloss Ferrières Château de Ferrières                                | Fontrieu 43,6574° N, 2,444002° O                | Schloss                   | Im Ortsteil Ferrières |      |
| Schloss Fézembat Château de Fézembat                                  | Castelnau-de-Montmiral                          | Schloss                   | |      |
| Schloss Fiac Château de Fiac                                          | Fiac 43,50667° N, 2,36722° O                    | Schloss                   | Le château primitif de Fiac, appartenant à de grands seigneurs comme Simon de Montfort ou Guy de Comminges est détruit au XVII e siècle. Le château actuel, aussi appelé "château de Chaminade" est une demeure du XIX e siècle                                                                            |      |
| Schloss Le Fieu Château du Fieu                                       | Lacrouzette 43,6556° N, 2,33944° O              | Schloss                   | Le château du Fieu est un petit château situé à l'extérieur du village . Il se compose d'un long corps de logis flanqué d'une petite tour ronde. |      |
| Schloss Fonlabour Château de Fonlabour                                | Albi 43,92028° N, 2,10056° O                    | Schloss                   | Construit au XVIII e siècle, le château de Fonlabour accueille aujourd'hui le lycée agricole de Fonlabour, |      |
| Herrenhaus Fontbruno Manoir de Fontbruno                              | Escoussens 43,460269° N, 2,206598° O            | Schloss (Herrenhaus)      | Manoir de l'ancien domaine chartreux de Font Bruno , daté du XVII e siècle dans ses parties anciennes. Reconstruit au XIX e siècle. |      |
| Schloss Fontguitard Château de Fontguitard                            | Cambounet-sur-le-Sor                            | Schloss                   | |      |
| Schloss Le Fort Château du Fort                                       | Montredon-Labessonnié 43,76611° N, 2,22861° O   | Burg                      | Le château du Fort est aussi appelé château de Lafenasse ou château de Corneillan. Bâti au XI e siècle, il sert alors à la protection de Lafenasse . Il est rebâti en 1850. |      |
| Schloss Les Fortis Château des Fortis                                 | Lisle-sur-Tarn 43,88472° N, 1,8125° O           | Schloss                   | Le château des Fortis ou Fortisses est un ancien domaine viticole du XIX e siècle . C'est une magnifique et immense demeure en brique . |      |
| Schloss Frèjefont Château de Frèjefont                                | Lombers                                         | Schloss                   | |      |
| Schloss Gaïx Château de Gaïx                                          | Valdurenque                                     | Burg                      | Ancien château fort du XIIe siècle, entièrement remanié au XVIIe. |      |
| Schloss Gandels Château de Gandels                                    | Garrevaques 43,48667° N, 1,99278° O             | Schloss                   | L'actuel château de Gandels date du XVII e siècle. Il a appartenu à Jacques Rességuier puis à Vincent Piccioni . |      |
| Schloss La Gardie Château de la Gardie                                | Le Sequestre 43,90528° N, 2,10306° O            | Schloss                   | Le site du château de la Gardie est d'abord occupé par une motte castrale . Le château actuel date du XVI e siècle |      |
| Schloss Garrevaques Château de Garrevaques                            | Garrevaques 43,48667° N, 1,99278° O             | Schloss                   | Le château de Garrevaques est un magnifique édifice du XV e siècle, reconstruit au XIX e siècle, qui appartient depuis les années 1600 à la même famille, celle de Gineste . |      |
| Burg Gaujac Château de Gaujac                                         | Serviès                                         | Burg                      | Abgegangen, wird in den Hugenottenkriegen Ende des 16. Jahrhunderts erwähnt |      |
| Schloss La Gautherie Château de la Gautherie                          | Crespinet 43,48667° N, 1,99278° O               | Schloss                   | Le château de la Gautherie est une belle demeure du XVI e siècle, aujourd'hui sauvée de la ruine par la famille Dms Debah . |      |
| Schloss Gaycre Château de Gaycre                                      | Cadix                                           | Schloss                   | |      |
| Schloss Le Gignac-Bas Château du Gignac-Bas                           | Saint-Cirgue                                    | Schloss                   | |      |
| Schloss Gineste Château de Gineste                                    | Lisle-sur-Tarn                                  | Schloss                   | Aussi appelé "château de Saurs", en raison du lieu-dit où il se trouve |      |
| Schloss Ginestous Château de Ginestous                                | Anglès                                          | Schloss                   | |      |
| Schloss Le Gô Château du Gô                                           | Albi 43,95028° N, 2,16194° O                    | Schloss                   | A l'origine simple métairie , le château du Gô devient la propriété de la famille de Galaup . Jean-François de Lapérouse , célèbre explorateur, y est né en 1741. |      |
| Schloss Gos Château de Gos                                            | Barre                                           | Schloss                   | |      |
| Schloss Gourjade Château de Gourjade                                  | Castres                                         | Schloss                   | |      |
| Schloss Grandval Château de Grandval                                  | Teillet                                         | Schloss                   | Le château a été inondé dans le lac formé par le barrage hydroélectrique de Rassise |      |
| Schloss Les Granges Château des Granges                               | Vielmur-sur-Agout 43,63139° N, 2,11778° O       | Schloss                   | Édifié au XIX e siècle sur un site occupé par des bâtiments millénaires, le château des Granges est une belle bâtisse néo-classique . |      |
| Herrenhaus Granier Manoir de Granier                                  | Penne                                           | Schloss (Herrenhaus)      | |      |
| Schloss Gréouces Château de Gréouces                                  | Lacougotte-Cadoul 43,63583° N, 1,82194° O       | Schloss                   | Impressionnante demeure à l'architecture curieuse, l'actuel château de Gréouces remplace un ancien édifice détruit lors des guerres de Religion . |      |
| Schloss Le Gua Château du Gua                                         | Lescout 43,5361° N, 2,10111° O                  | Schloss                   | Construit initialement au début du XIII e siècle, le château du Gua est détruit puis reconstruit après les guerres de Religion . C'est un petit pavillon en brique de style Louis XIII . |      |
| Schloss Le Guet Château du Guet                                       | Castelnau-de-Montmiral 43,96528° N, 1,81917° O  | Schloss                   | Aujourd'hui détruit, le château du Guet est intimement lié à l'histoire du village . Construit au XIII e siècle, il n'a jamais été pris. |      |
| Obere Burg Guitalens Château-Haut de Guitalens                        | Guitalens-L’Albarède                            | Burg                      | |      |
| Untere Burg Guitalens Château-Bas de Guitalens                        | Guitalens-L’Albarède 43,6444° N, 2,03417° O     | Burg                      | Stammt aus dem 13. Jahrhundert und diente zeitweise als Johanniter-Kommende |      |
| Schloss Hauterive Château d'Hauterive                                 | Castres                                         | Burg                      | |      |
| Burg Hautpoul Château d'Hautpoul                                      | Mazamet 43,47667° N, 2,37861° O                 | Burg                      | Wurde im 11. Jahrhundert auf einem felsigen Vorgebirge der Montagne Noire erbaut. Sie litt im Albigenserkreuzzug und in den Hugenottenkriegen, bevor sie aufgegeben wurde. |      |
| Schloss L’Hom Château de l'Hom                                        | Gaillac                                         | Schloss                   | |      |
| Schloss Hutaud Château d'Hutaud                                       | Gaillac 43,895° N, 1,89806° O                   | Schloss                   | Aussi appelé château de Foucaud, le château d'Hutaud est un magnifique ensemble néo-classique du XVII e siècle, qui accueille aujourd'hui le Musée des Beaux-Arts de Gaillac . Son grand parc est librement accessible, en bordure du Tarn .                                                               |      |
| Schloss Jonquières Château de Jonquières                              | Lavaur 43,68111° N, 1,89528° O                  | Schloss                   | Malgré son aspect de forteresse médiévale , le château de Jonquières dans son aspect actuel date du début du XX e siècle. Il a appartenu à Henri Félix de Pélissier . |      |
| Schloss Jouqueviel Château de Jouqueviel                              | Jouqueviel 43,47389° N, 2,57833° O              | Schloss                   | Du château de Jouqueviel originel, il ne demeure aujourd'hui que les vestiges d'une tour , perchée sur un petit pic de gneiss . Un petit château plus récent a été construit juste en contrebas. |      |
| Schloss Kerlo Château de Kerlo                                        | Rouairoux 43,47389° N, 2,57833° O               | Schloss                   | Datant de 1850, le château de Kerlo est un résidence bourgeoise dominant le village voisin de Lacabarède . |      |
| Schloss Labarthe Château de Labarthe                                  | Labarthe-Bleys                                  | Schloss                   | |      |
| Schloss Labastide-Gabausse Château de Labastide-Gabausse              | Labastide-Gabausse                              | Schloss                   | |      |
| Schloss Labastide Vassals Château de Labastide Vassals                | Saint-Grégoire 43,95194° N, 2,27306° O          | Schloss                   | Le château de Labastide Vassals est un donjon ruiné située dans l'ancien hameau médiéval de la Bastide des Vassals , fondé au XIII e siècle. Du village, aujourd'hui abandonné, ne subsiste que le donjon, un moulin et un pont.                                                                           |      |
| Schloss Labastidié Château Labastidié                                 | Florentin                                       | Schloss                   | |      |
| Schloss Labistoul Château Labistoul                                   | Saint-Marcel-Campes                             | Schloss                   | |      |
| Schloss Labruguière Château de Labruguière                            | Labruguière                                     | Schloss                   | |      |
| Schloss Lacan Château de Lacan                                        | Jonquières 43,65639° N, 2,12722° O              | Schloss                   | Le château de Lacan est un édifice construit selon un plan en U et datant du XIX e siècle. |      |
| Schloss Lacapelle Château de Lacapelle                                | Damiatte 43,69972° N, 1,96333° O                | Schloss                   | Le château de Lacapelle, ancienne propriété de la famille de Villeneuve , date du XV e siècle et sert aujourd'hui de gîte . |      |
| Schloss Lacaze Château de Lacaze                                      | Lacaze                                          | Schloss                   | |      |
| Schloss Lacroisille Château de Lacroisille                            | Appelle                                         | Schloss                   | |      |
| Schloss Lagardiolle Château de Lagardiolle                            | Lagardiolle                                     | Schloss                   | |      |
| Schloss Lagassié Château de Lagassié                                  | Garrigues 43,71028° N, 1,7222° O                | Schloss                   | Le château de Lagassié est un corps de logis flanqué de trois tours, datant sûrement du XIX e siècle. Son domaine présente une très belle chapelle en brique . |      |
| Schloss Lagrave Château de Lagrave                                    | Lagrave                                         | Schloss                   | |      |
| Schloss Lalbarède Château de Lalbarède                                | Guitalens-L’Albarède                            | Schloss                   | |      |
| Schloss Lamothe Château de Lamothe                                    | Blan                                            | Schloss                   | |      |
| Schloss Lamouzié Château de Lamouzié                                  | Castres                                         | Schloss                   | |      |
| Schloss La Landelle Château de La Landelle                            | Palleville                                      | Schloss                   | |      |
| Schloss Laprade Château de Laprade                                    | Salles                                          | Schloss                   | |      |
| Schloss Larambergue Château de Larambergue                            | Anglès                                          | Schloss                   | |      |
| Schloss Larroze Château Larroze                                       | Cahuzac-sur-Vère                                | Schloss                   | |      |
| Herrenhaus Lasbordes Manoir de Lasbordes                              | Albi 43,9376° N, 2,119° O                       | Schloss (Herrenhaus)      | Manoir du XVII e siècle et son domaine présentant aussi un moulin à pastel . C'est aujourd'hui le club-house du parcours de golf d'Albi. Aussi appelé "château de Las Bordes". |      |
| Schloss Lasfaillades Château de Lasfaillades                          | Anglès                                          | Schloss                   | |      |
| Schloss Lastours Château Lastours                                     | Castres 43,62833° N, 2,17444° O                 | Schloss                   | Le château de Lastours appartient depuis des siècles à la famille Dor de Lastours . C'est une belle bâtisse bourgeoise. |      |
| Schloss Lastours Château de Lastours                                  | Lisle-sur-Tarn                                  | Schloss                   | |      |
| Schloss Lastouzeilles Château de Lastouzeilles                        | Palleville                                      | Schloss                   | |      |
| Schloss Latour d’Aragon Château de Latour d'Aragon                    | Lautrec                                         | Schloss                   | |      |
| Schloss Latour Douzal Château de Latour Douzal                        | Lautrec                                         | Schloss                   | |      |
| Schloss Lautrec Château de Lautrec                                    | Lautrec                                         | Schloss                   | |      |
| Schloss La Lauze Château de la Lauze                                  | Vielmur-sur-Agout                               | Schloss                   | |      |
| Schloss Lavalette Château de Lavalette                                | Viane                                           | Schloss                   | |      |
| Schloss Lengari Château de Lengari                                    | Lautrec                                         | Schloss                   | Aussi appelé "Lengary" |      |
| Burg Lescure Tour de l'Horloge                                        | Lescure-d’Albigeois 43,95333° N, 2,17° O        | Burg (Uhrenturm)          | Obwohl der Uhrenturm streng genommen keine Burg ist, ist er ein beeindruckendes Stadttor aus rotem Backstein, das letzte Überbleibsel der Befestigungsanlagen von Lescure. |      |
| Schloss Lescure Château de Lescure (Tarn)                             | Lescure                                         | Schloss                   | |      |
| Schloss Lestar Château de Lestar                                      | Cordes-sur-Ciel                                 | Schloss                   | |      |
| Schloss Lévizac Château de Lévizac                                    | Albi 43,946623° N, 2,157581° O                  | Schloss                   | Schloss attesté le 28 septembre 1728, lorsque Antoine d'Alèz y fait son testament, avant d'y mourir quelques jours après. Le château lui aurait été transmis en dot par Marguerite de Nupces[ 4] . |      |
| Schloss Lézignac Château de Lézignac                                  | Graulhet                                        | Schloss                   | Aujourd'hui abandonné, le château de Lézignac tombe peu à peu en ruines, malgré son inscription aux monuments historiques |      |
| Schloss Linardié Château de Linardié                                  | Senouillac                                      | Schloss                   | |      |
| Schloss Livers Château de Livers                                      | Livers-Cazelle                                  | Schloss                   | |      |
| Schloss Lombers Château de Lombers                                    | Lombers                                         | Schloss                   | |      |
| Schloss Lostange Château de Lostange                                  | Navès                                           | Schloss                   | |      |
| Schloss Madron Château de Madron                                      | Cadalen                                         | Schloss                   | |      |
| Schloss Magrin Château de Magrin                                      | Magrin                                          | Schloss                   | |      |
| Schloss Mailhoc Château de Mailhoc                                    | Mailhoc                                         | Schloss                   | |      |
| Schloss Malbosc Château de Malbosc                                    | Les Cabannes                                    | Schloss                   | |      |
| Schloss Malvignol Château de Malvignol                                | Lautrec                                         | Schloss                   | |      |
| Burg La Martinié Château de la Martinié                               | Lautrec                                         | Burg                      | Abgegangen, wird in den Hugenottenkriegen Ende des 16. Jahrhunderts erwähnt |      |
| Schloss Mascarenc Château de Mascarenc                                | Navès                                           | Schloss                   | |      |
| Schloss Le Masnau-Massuguiès Château du Masnau-Massuguiès             | Le Masnau-Massuguiès                            | Schloss                   | |      |
| Schloss Massaguel Château de Massaguel                                | Massaguel                                       | Schloss                   | |      |
| Burg Massals Castellas de Massals                                     | Massals                                         | Burg                      | |      |
| Schloss Massuguiès Château de Massuguiès                              | Le Masnau-Massuguiès                            | Schloss                   | |      |
| Schloss Les Mauberets Château des Mauberets                           | La Sauzière-Saint-Jean                          | Schloss                   | |      |
| Burg Mauriac Château de Mauriac                                       | Senouillac                                      | Burg                      | |      |
| Schloss Mayragues Château de Mayragues                                | Castelnau-de-Montmiral                          | Schloss                   | |      |
| Schloss Mazières Château de Mazières                                  | Castelnau-de-Montmiral                          | Schloss                   | |      |
| Herrenhaus Le Mercadial Manoir du Mercadial                           | Assac                                           | Manoir                    | |      |
| Schloss Mézens Château de Mézens                                      | Mézens                                          | Schloss                   | |      |
| Burg Milhars Château de Milhars                                       | Milhars                                         | Burg                      | Ruine |      |
| Schloss Mirabel-Laval Château de Mirabel-Laval                        | Lavaur                                          | Schloss                   | |      |
| Schloss Mirandol Château de Mirandol                                  | Mirandol-Bourgnounac                            | Schloss                   | Ancien château, apparemment disparu aujourd'hui. |      |
| Schloss Miraval Château de Miraval                                    | Lagarrigue                                      | Schloss                   | |      |
| Schloss La Monestarié Château de la Monestarié                        | Bernac                                          | Schloss                   | |      |
| Schloss Monestiés Château de Monestiés                                | Monestiés                                       | Schloss                   | |      |
| Schloss Monségou Château de Monségou                                  | Lamontélarié                                    | Schloss                   | |      |
| Schloss Montalivet Château de Montalivet                              | Briatexte                                       | Schloss                   | |      |
| Schloss Montauquier Château de Montauquier                            | Cuq-Toulza                                      | Schloss                   | |      |
| Burg Montcabrières Château de Montcabrières                           | Ambialet                                        | Burg                      | Die Burg war eine der Verteidigungsanlagen von Ambialet |      |
| Schloss Montcuquet Château de Montcuquet                              | Lautrec                                         | Schloss                   | |      |
| Schloss Montdragon Château de Montdragon                              | Montdragon                                      | Schloss                   | |      |
| Schloss Montégut Château de Montégut                                  | Lisle-sur-Tarn                                  | Schloss                   | |      |
| Schloss Les Montels Château des Montels                               | Saint-Lieux-lès-Lavaur                          | Schloss                   | |      |
| Schloss Montespieu Château de Montespieu                              | Navès                                           | Schloss                   | |      |
| Burg Montfa Château de Montfa                                         | Montfa                                          | Burg                      | Gehörte der Familie des Malers Henri de Toulouse-Lautrec |      |
| Burg Montgaillard Château de Montgaillard                             | Montgaillard                                    | Burg                      | |      |
| Burg Montgey Château de Montgey                                       | Montgey                                         | Burg                      | |      |
| Burg Montlédier Château de Montlédier                                 | Pont-de-Larn                                    | Burg                      | |      |
| Schloss Montpinier Château de Montpinier                              | Blan                                            | Schloss                   | |      |
| Schloss Montpinier Château de Montpinier                              | Montpinier                                      | Schloss                   | |      |
| Schloss Montredon Château de Montredon                                | Montredon-Labessonnié                           | Schloss                   | Siège de l'ancienne baronnie de Montredon |      |
| Burg Montsalvy Château de Montsalvy                                   | Puygouzon                                       | Burg                      | Ruine |      |
| Burg Montus Château de Montus                                         | Saint-André                                     | Burg                      | |      |
| Schloss Montvalen Château de Montvalen                                | Montvalen                                       | Schloss                   | |      |
| Schloss Montvert Château de Montvert                                  | Carbes                                          | Schloss                   | |      |
| Schloss Le Moulinal Château du Moulinal                               | Vénès                                           | Schloss                   | |      |
| Schloss Mouzieys-Panens Château de Mouzieys-Panens                    | Mouzieys-Panens                                 | Schloss                   | |      |
| Schloss Muratel Château de Muratel                                    | Fontrieu                                        | Schloss                   | |      |
| Schloss Nages Château de Nages                                        | Nages                                           | Burg                      | |      |
| Turm Navès Tour de Navès                                              | Navès                                           | Burg (Turm)               | Ruine |      |
| Schloss Noailles Château de Noailles                                  | Noailles                                        | Schloss                   | |      |
| Schloss Les Ormes Château des Ormes                                   | Lautrec                                         | Schloss                   | |      |
| Schloss Padiés Château de Padiés                                      | Lempaut                                         | Burg                      | |      |
| Schloss Palleville Château de Palleville                              | Palleville                                      | Schloss                   | |      |
| Schloss Parisot Château de Parisot                                    | Saint-Avit                                      | Schloss                   | |      |
| Burg Paulin Château de Paulin                                         | Paulinet                                        | Burg                      | |      |
| Schloss Payrin Château de Payrin                                      | Payrin-Augmontel                                | Schloss                   | |      |
| Burg Payrolles Château de Payrolles                                   | Ambialet                                        | Burg                      | Die Burg war eine der Verteidigungsanlagen von Ambialet |      |
| Burg Penne Château de Penne                                           | Penne                                           | Burg                      | Ruine |      |
| Schloss Périlhac Château de Périlhac                                  | Vaour                                           | Schloss                   | |      |
| Schloss Le Petit Lude Château du Petit Lude                           | Albi                                            | Schloss                   | |      |
| Schloss Peyrole Château de Peyrole                                    | Peyrole                                         | Schloss                   | |      |
| Haus Pierre de Biens Maison Pierre de Biens                           | Gaillac                                         | Burg (Festes Haus)        | Bürgerliches Wehrhaus (Maison forte) aus dem 15. Jahrhundert in der Innenstadt, als Monument historique geschützt seit 1921 |      |
| Schloss Le Pigné Château du Pigné                                     | Vielmur-sur-Agout 43,623103° N, 2,0856° O       | Schloss                   | |      |
| Schloss Les Pins Château des Pins                                     | Lempaut                                         | Schloss                   | |      |
| Schloss En Piquet Château d'En Piquet                                 | Lavaur                                          | Schloss                   | |      |
| Schloss Le Plô Château du Plô                                         | Lavaur                                          | Schloss                   | |      |
| Schloss Pont Bourguet Château de Pont Bourguet                        | Larroque                                        | Schloss                   | |      |
| Schloss Poudéos Château de Poudéos                                    | Lavaur                                          | Schloss                   | |      |
| Schloss Poujoulat Château de Poujoulat                                | Saint-Gauzens                                   | Schloss                   | |      |
| Schloss Poulan Château de Poulan                                      | Poulan-Pouzols                                  | Schloss                   | |      |
| Schloss La Poussarié Château de la Poussarié                          | Noailhac                                        | Schloss                   | |      |
| Schloss Le Poutac Château du Poutac                                   | Moularès                                        | Schloss                   | |      |
| Schloss Pouzes Château de Pouzes                                      | Andouque                                        | Schloss                   | |      |
| Schloss Provilhergues Château de Provilhergues                        | Lautrec                                         | Schloss                   | Aussi orthographié de "Provillergues" |      |
| Schloss Le Puech Château du Puech                                     | Fiac                                            | Schloss                   | |      |
| Herrenhaus Le Puech Bertou Manoir du Puech Bertou                     | Navès 43,57639° N, 2,20667° O                   | Burg (Festes Haus)        | |      |
| Schloss Le Puech Mascou Château du Puech Mascou                       | Giroussens                                      | Schloss                   | |      |
| Schloss Puechassaut Château de Puechassaut                            | Brousse                                         | Schloss                   | |      |
| Schloss Le Puget Château du Puget                                     | Damiatte                                        | Schloss                   | |      |
| Schloss Le Puget Château du Puget                                     | Massals                                         | Schloss                   | |      |
| Schloss Puy-de-Bar Château de Puy-de-Bar                              | Moularès                                        | Schloss                   | |      |
| Schloss Puycalvel Château de Puycalvel                                | Puycalvel                                       | Schloss                   | |      |
| Burg Puycelsi Château de Puycelsi                                     | Puycelsi                                        | Burg (Stadtbefestigungen) | |      |
| Schloss Puygouzon Château de Puygouzon                                | Puygouzon                                       | Schloss                   | |      |
| Burg Puylaurens Château de Puylaurens                                 | Puylaurens                                      | Burg                      | Ruine |      |
| Schloss Ratayrens Château de Ratayrens                                | Le Riols                                        | Schloss                   | |      |
| Kommende Rayssac Commanderie de Rayssac                               | Albi 43,90417° N, 2,19861° O                    | Burg (Kommende)           | Johanniter-Kommende aus dem 12. Jahrhundert, eine der bedeutendsten des Departements, mit mehreren Nebengebäuden wie Cambon-du-Temple, Beschlagnahme während der Revolution |      |
| Schloss Rayssac Château de Rayssac                                    | Rayssac                                         | Schloss                   | |      |
| Schloss La Rode Château de la Rode                                    | Lempaut                                         | Schloss                   | Dans l'ancienne abbaye de la Rode |      |
| Schloss Redondet Château de Redondet                                  | Anglès                                          | Schloss                   | |      |
| Schloss Reyniès Château de Reyniès                                    | Lavaur                                          | Schloss                   | |      |
| Schloss Rhodes Château de Rhodes                                      | Gaillac                                         | Schloss                   | |      |
| Schloss La Ribeauté Château de la Ribeauté                            | Albine                                          | Schloss                   | |      |
| Schloss Riols Château de Riols                                        | Teyssode                                        | Schloss                   | |      |
| Schloss Les Rives Château des Rives                                   | Brens                                           | Schloss                   | |      |
| Schloss Rivières Château de Rivières                                  | Rivières                                        | Schloss                   | |      |
| Schloss Le Roc des Anglais Château du Roc des Anglais                 | Alban                                           | Schloss                   | Aussi appelé château de Nougaret ou de Nogaret . |      |
| Schloss Rogistan Château de Rogistan                                  | Cuq-Toulza                                      | Schloss                   | |      |
| Burg Rolland Hôtel de Rolland                                         | Rabastens                                       | Burg (Hôtel)              | Festung mit einem Turm von 1575 |      |
| Burg Les Rondes Tour des Rondes                                       | Lavaur                                          | Burg (Turm)               | |      |
| Burg La Roque Château de La Roque                                     | Saint-Antonin-de-Lacalm                         | Burg                      | Ruine |      |
| Schloss La Roque-Rocazel Château de la Roque-Rocazel                  | Trébas                                          | Schloss                   | |      |
| Schloss Roquecourbe Château de Roquecourbe                            | Roquecourbe                                     | Schloss                   | |      |
| Schloss Roquefort Château de Roquefort                                | Lempaut                                         | Schloss                   | |      |
| Burg Roquefort Castrum de Roquefort                                   | Sorèze                                          | Burg                      | |      |
| Schloss Roquenaud Château de Roquenaud                                | Lavaur                                          | Schloss                   | |      |
| Schloss Roqueperlic Château de Roqueperlic                            | Noailhac                                        | Schloss                   | |      |
| Schloss Roquereine Château de Roquereine                              | Marnaves                                        | Schloss                   | Aussi appelé "château de la Prune" |      |
| Burg Roquetaillade Château de Roquetaillade                           | Ambialet                                        | Burg                      | Die Burg war eine der Verteidigungsanlagen von Ambialet |      |
| Schloss Roquevidal Château de Roquevidal                              | Roquevidal                                      | Schloss                   | |      |
| Schloss Rosières Château de Rosières                                  | Rosières                                        | Schloss                   | |      |
| Schloss La Roudezie Château de la Roudezie                            | Ambres                                          | Schloss                   | |      |
| Schloss Rouffiac Château de Rouffiac                                  | Rouffiac                                        | Schloss                   | |      |
| Schloss Saint-Affrique Château de Saint-Affrique                      | Saint-Affrique-les-Montagnes                    | Schloss                   | |      |
| Schloss Saint-Agnan Château de Saint-Agnan                            | Saint-Agnan                                     | Schloss                   | |      |
| Schloss Saint-Amans-Valtoret Château de Saint-Amans-Valtoret          | Saint-Amans-Valtoret                            | Schloss                   | |      |
| Schloss Saint-André Château de Saint-André                            | Saint-André                                     | Schloss                   | |      |
| Schloss Saint-Avit Château de Saint-Avit                              | Saint-Avit                                      | Schloss                   | |      |
| Schloss Saint-Chameaux Château de Saint-Chameaux                      | Saint-Amancet                                   | Schloss                   | |      |
| Schloss Saint-Félix Château de Saint-Félix                            | Peyrole                                         | Schloss                   | Abgegangen |      |
| Schloss Saint-Géry Château de Saint-Géry                              | Rabastens                                       | Schloss                   | |      |
| Schloss Saint-Hippolyte Château de Saint-Hippolyte                    | Monestiés                                       | Schloss                   | |      |
| Burg Saint-Jean Château Saint-Jean                                    | Ambialet                                        | Burg                      | Die Burg war eine der Verteidigungsanlagen von Ambialet |      |
| Schloss Saint-Juéry Château de Saint-Juéry                            | Saint-Juéry                                     | Schloss                   | |      |
| Schloss Saint-Marc Château de Saint-Marc                              | Damiatte                                        | Schloss                   | |      |
| Schloss Saint-Martial Château de Saint-Martial                        | Senouillac                                      | Schloss                   | |      |
| Burg Saint-Martin-Laguépie Château de Saint-Martin-Laguépie           | Saint-Martin-Laguépie                           | Burg                      | Ruine |      |
| Burg Saint-Michel-de-Vax Château de Saint-Michel-de-Vax               | Saint-Michel-de-Vax                             | Burg                      | |      |
| Schloss Saint-Pierre Château de Saint-Pierre                          | Trébas                                          | Schloss                   | Simplement appelé "château de Trébas" |      |
| Schloss Saint-Salvy Château de Saint-Salvy                            | Fiac                                            | Schloss                   | |      |
| Schloss Saint-Sernin Château de Saint-Sernin                          | Cagnac-les-Mines                                | Schloss                   | |      |
| Burg Saint-Sulpice Castella de Saint-Sulpice                          | Saint-Sulpice-la-Pointe 43,77556° N, 1,68833° O | Burg                      | Aus dem 13. Jahrhundert, während der Hugenottenkriege stark zerstört, heute sind nur noch die Grundmauern, der Sockel des Verlieses und die Ruinen der Kapelle erhalten. |      |
| Schloss Saint-Sulpice Château de Saint-Sulpice                        | Saint-Sulpice-la-Pointe                         | Schloss                   | |      |
| Schloss Saint-Urcisse Château de Saint-Urcisse                        | Saint-Urcisse                                   | Schloss                   | |      |
| Schloss Sainte-Anne Château de Sainte-Anne                            | Fiac                                            | Schloss                   | |      |
| Schloss Sainte-Cécile d’Avès Château de Sainte-Cécile d'Avès          | Gaillac                                         | Schloss                   | |      |
| Schloss Salettes Château de Salettes                                  | Cahuzac-sur-Vère                                | Schloss                   | |      |
| Schloss Saliès Château de Saliès                                      | Saliès                                          | Schloss                   | |      |
| Schloss Salvagnac Château de Salvagnac                                | Salvagnac                                       | Schloss                   | |      |
| Schloss La Salvetat Château de La Salvetat                            | Montdragon                                      | Schloss                   | |      |
| Schloss Sargnac Château de Sargnac                                    | Souel                                           | Schloss                   | |      |
| Schloss Sarrazy Château de Sarrazy                                    | Brassac                                         | Schloss                   | |      |
| Schloss Sauveterre Château de Sauveterre                              | Sauveterre                                      | Schloss                   | |      |
| Schloss Scalibert Château de Scalibert                                | Saint-Paul-Cap-de-Joux                          | Schloss                   | |      |
| Schloss Scopont Château de Scopont                                    | Maurens-Scopont                                 | Schloss                   | |      |
| Schloss Le Séminaire Château du Séminaire                             | Massals                                         | Schloss                   | |      |
| Schloss Sendrone Château de Sendrone                                  | Saïx                                            | Schloss                   | |      |
| Schloss Sénégats Château de Sénégats                                  | Saint-Pierre-de-Trivisy                         | Schloss                   | |      |
| Schloss Sénil Château de Sénil                                        | Garrigues                                       | Schloss                   | |      |
| Schloss Séran Château de Séran                                        | Massac-Séran                                    | Schloss                   | |      |
| Schloss La Serre Château de la Serre                                  | Cambounet-sur-le-Sor                            | Schloss                   | |      |
| Schloss Serres Château de Serres                                      | Labessière-Candeil                              | Schloss                   | |      |
| Schloss Serviès Château de Serviès                                    | Serviès                                         | Schloss                   | |      |
| Schloss Le Siala Château du Siala                                     | Castres                                         | Schloss                   | |      |
| Schloss Soules Château de Soules                                      | Lavaur                                          | Schloss                   | |      |
| Schloss Le Soulet Haut Château du Soulet Haut                         | Saint-Germain-des-Prés                          | Schloss                   | |      |
| Schloss Soult-Berg Château de Soult-Berg                              | Saint-Amans-Soult                               | Schloss                   | Demeure du maréchal d'Empire Jean-de-Dieu Soult |      |
| Schloss La Souque Château de la Souque                                | Coufouleux                                      | Schloss                   | |      |
| Schloss Tanus Château de Tanus                                        | Tanus                                           | Schloss                   | |      |
| Schloss Tauriac Château de Tauriac                                    | Tauriac                                         | Schloss                   | |      |
| Schloss Terride Château de Terride                                    | Puycelsi                                        | Schloss                   | |      |
| Schloss Thoré Château de Thoré                                        | Aussillon                                       | Schloss                   | |      |
| Herrenhaus Le Thouron Manoir du Thouron                               | Saint-Sulpice-la-Pointe                         | Schloss                   | |      |
| Burg Thuriès Château de Thuriès                                       | Pampelonne                                      | Burg                      | Ruine |      |
| Schloss Le Tour Château du Tour                                       | Prades                                          | Schloss                   | |      |
| Schloss La Tour Château de la Tour                                    | Navès                                           | Schloss                   | |      |
| Burg La Tour Léonard Donjon de la Tour Léonard                        | Navès                                           | Burg (Turm)               | |      |
| Schloss La Tour Plantade Château de la Tour Plantade                  | Labastide-de-Lévis                              | Schloss                   | |      |
| Schlösser der Tourelles Bastides des Tourelles                        | Marzens                                         | Schloss                   | |      |
| Schloss Tourenne Château de Tourenne                                  | Navès                                           | Schloss                   | |      |
| Schloss Touscayrats Château de Touscayrats                            | Verdalle                                        | Schloss                   | |      |
| Schloss Le Travet Château du Travet                                   | Labastide-Saint-Georges                         | Schloss                   | |      |
| Schloss Trébas Château de Trébas                                      | Trébas                                          | Schloss                   | |      |
| Schloss Trévien Château de Trévien                                    | Trévien                                         | Schloss                   | |      |
| Schloss Troupiac Château de Troupiac                                  | Viviers-lès-Montagnes                           | Schloss                   | |      |
| Schloss Tyr Château de Tyr                                            | Lavaur                                          | Schloss                   | |      |
| Schloss Vabre Château de Vabre                                        | Aussillon                                       | Schloss                   | |      |
| Burg Valcarrouffe Château de Valcarrouffe                             | Unbekannt                                       | Burg                      | Die Burg Valcarrouffe, von der keine andere Erwähnung bekannt ist, wurde zwischen dem 23. und 24. August 1575 von Protestanten aus Sorèze und Puilaurens eingenommen. |      |
| Kommende Vaour Commanderie de Vaour                                   | Vaour                                           | Burg (Kommende)           | Ruine |      |
| Schloss Varagnes Château de Varagnes                                  | Lautrec                                         | Schloss                   | |      |
| Schloss Vaudricourt Château de Vaudricourt                            | Navès                                           | Schloss                   | |      |
| Schloss Vénac Château de Vénac                                        | Veilhes                                         | Schloss                   | |      |
| Schloss Vénès Château de Vénès                                        | Vénès                                           | Schloss                   | |      |
| Schloss Verdalle Château de Verdalle                                  | Verdalle                                        | Schloss                   | |      |
| Schloss Le Verdier Château du Verdier                                 | Le Verdier                                      | Schloss                   | |      |
| Schloss La Vère Château de la Vère                                    | Larroque                                        | Schloss                   | |      |
| Schloss Le Vergnet Château du Vergnet                                 | Moularès                                        | Schloss                   | |      |
| Schloss La Verrerie Château de la Verrerie                            | Carmaux                                         | Schloss                   | |      |
| Schloss Viane Château de Viane                                        | Viane                                           | Schloss                   | |      |
| Schloss Vielmur Château de Vielmur                                    | Vielmur-sur-Agout 43,619545° N, 2,088623° O     | Schloss                   | |      |
| Schloss Villefranche-d’Albigeois Château de Villefranche-d'Albigeois  | Villefranche-d’Albigeois                        | Schloss                   | |      |
| Schloss Villeneuve-sur-Vère Château de Villeneuve-sur-Vère            | Villeneuve-sur-Vère                             | Schloss                   | |      |
| Burg La Vistoure Tour de la Vistoure                                  | Burlats                                         | Burg (Turm)               | |      |
| Schloss Viviers-lès-Montagnes Château de Viviers-lès-Montagnes        | Viviers-lès-Montagnes                           | Schloss                   | |      |